# Upper Marlboro
Upper Marlboro – miasto w Stanach Zjednoczonych, w stanie Maryland, siedziba administracyjna hrabstwa Prince George’s.
Z Upper Marlboro pochodzi Chloe Jackson, amerykańska koszykarka.